# Вулиця Раїси Кириченко (Полтава)
Ву́лиця Раї́си Кириче́нко — одна із вулиць Полтави, розташована у Шевченківському районі. Пролягає від вулиці Просвіти до вулиці Європейської.
До вулиці Раїси Кириченко прилучаються: вулиці Юліана Матвійчука — Шевченка — Героїв-чорнобильців — Сінна — Остапа Вишні — Навроцького.

## Історія
Вулицю прокладено і забудовано у середині XIX століття. Первісна назва — вулиця Кладовищенська. На ній зберігся будинок № 1, споруджений наприкінці XIX століття для викладачів Полтавської гімназії (згодом — обласний комітет по телебаченню і радіомовленню, студія звукозапису ОДТРК «Лтава», студії «Українське радіо. Лтава» та радіо «Ваша хвиля»), а також будинок № 62 в якому міститься канцелярія єпископа Полтавського і Кременчуцького. На вулиці Катерининській у 1918 році була розташована редакція газети «Вільний голос».
За радянських часів (з 1923 року) мала назву «Рози Люксембург». 6 грудня 2007 року депутати Полтавської міської ради на 22 сесії 5-го скликання проголосували за перейменування частини вулиці Рози Люксембург від вулиці Лідова до вулиці Пушкіна (Нині вулиці Просвіти та Юліана Матвійчука) на вулицю імені Раїси Кириченко, оскільки в студії звукозапису Полтавської обласної державної телерадіокомпанії «Лтава» (ОДТРК «Лтава»), що на Рози Люксембург, 1 співачка записала понад 200 пісень. В 2016 році решту вулиці Рози Люксембург також перейменовано на вулицю Раїси Кириченко.
13 жовтня 2012 року відбулося урочисте відкриття співочого пам'ятника Раїсі Кириченко поблизу будівлі ОДТРК «Лтава».

## Галерея

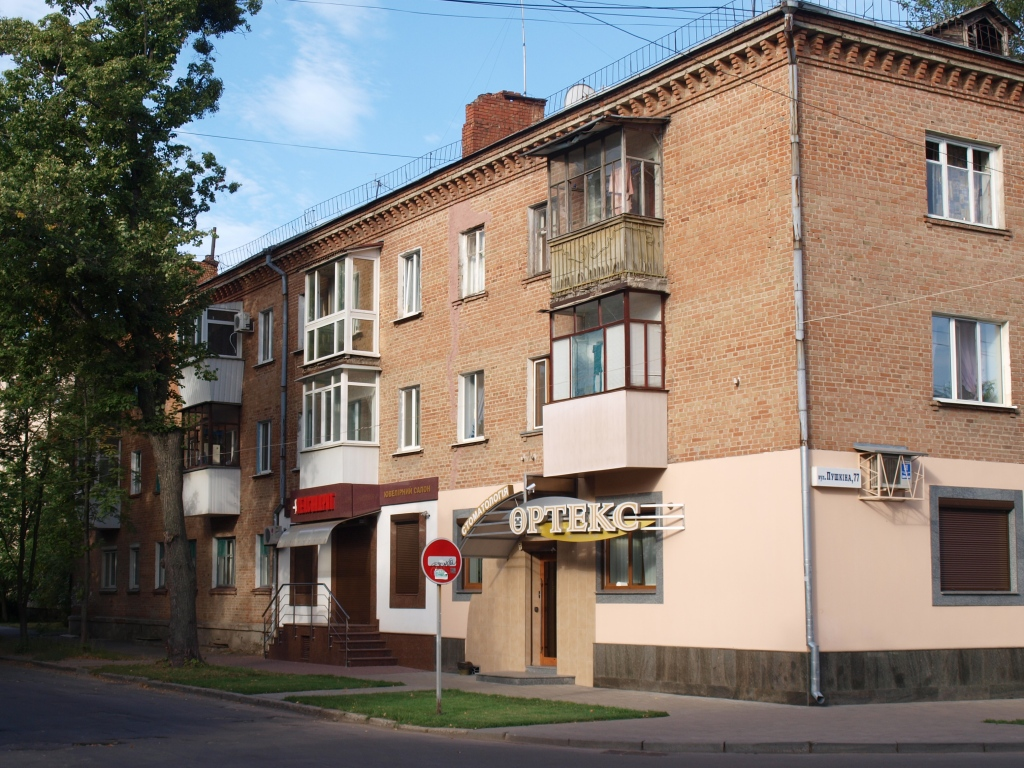
Ріг вулиць Юліана Матвійчука та Раїси Кириченко
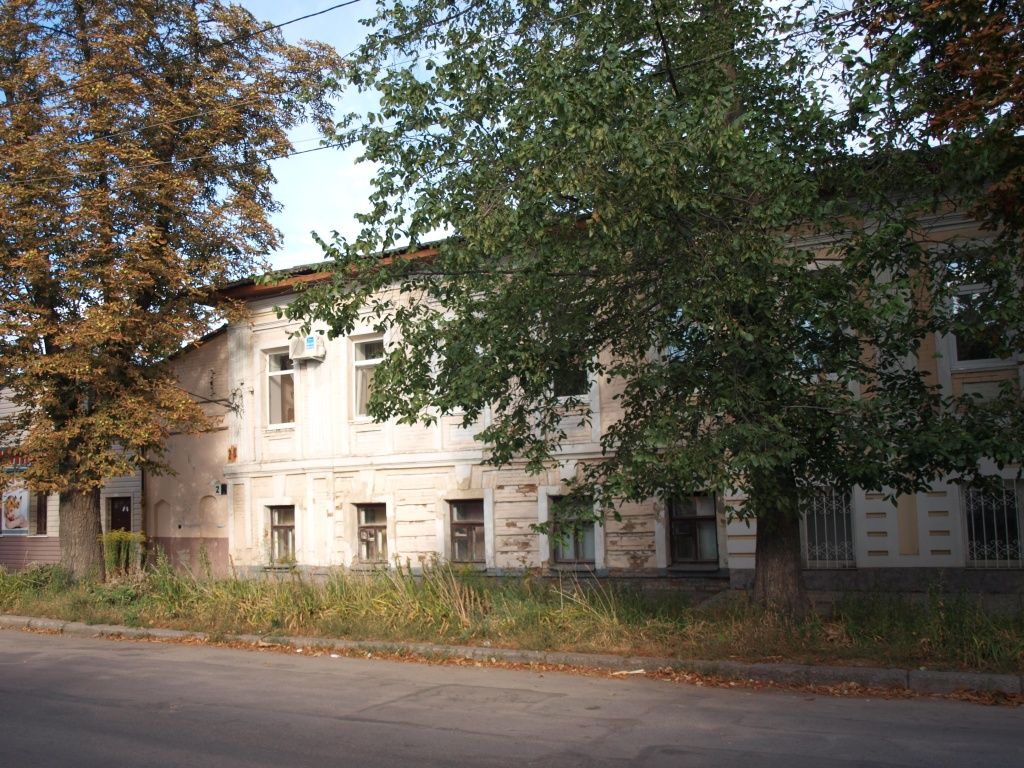
Раїси Кириченко, 20
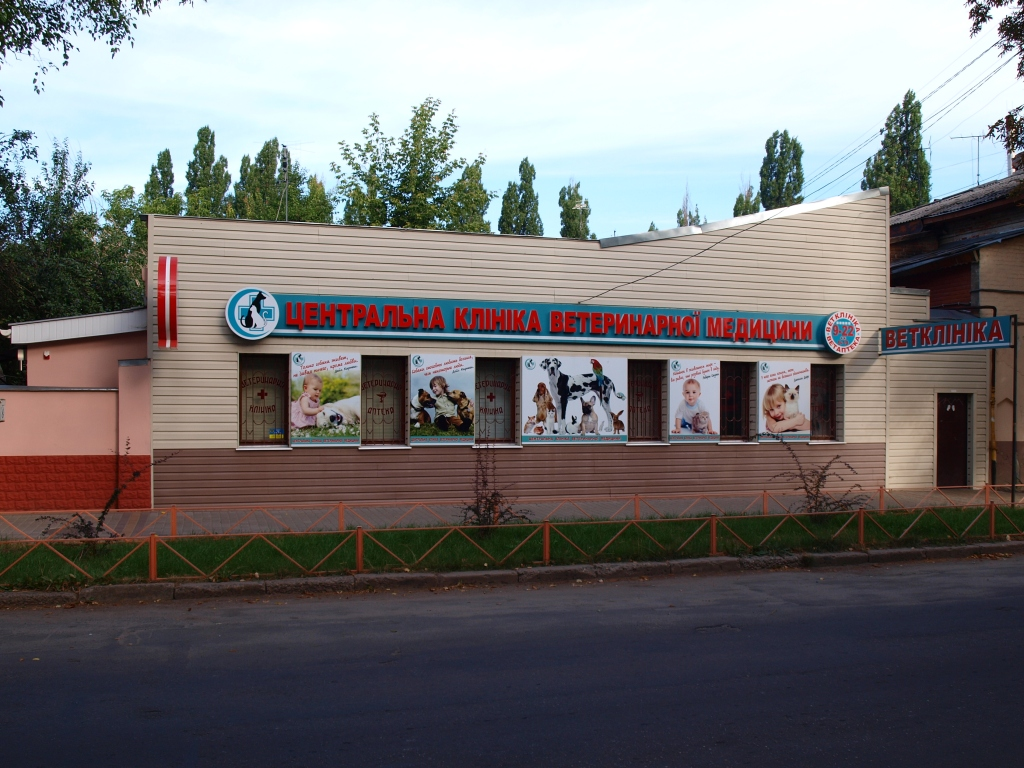
Раїси Кириченко, 22
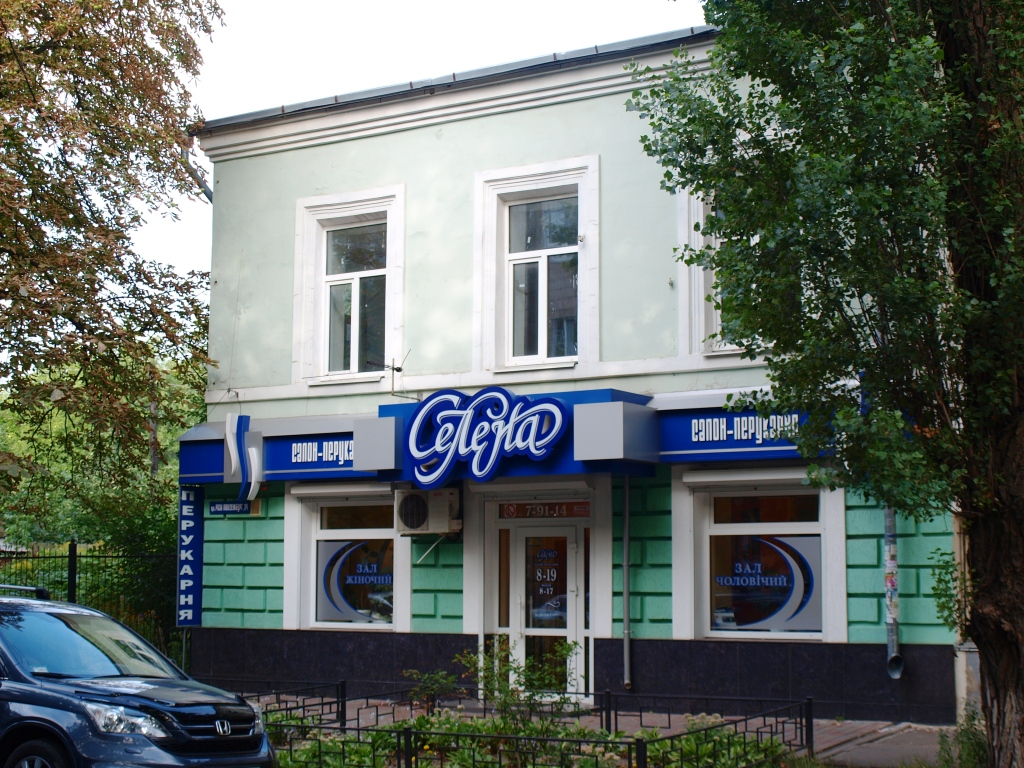
Раїси Кириченко, 24
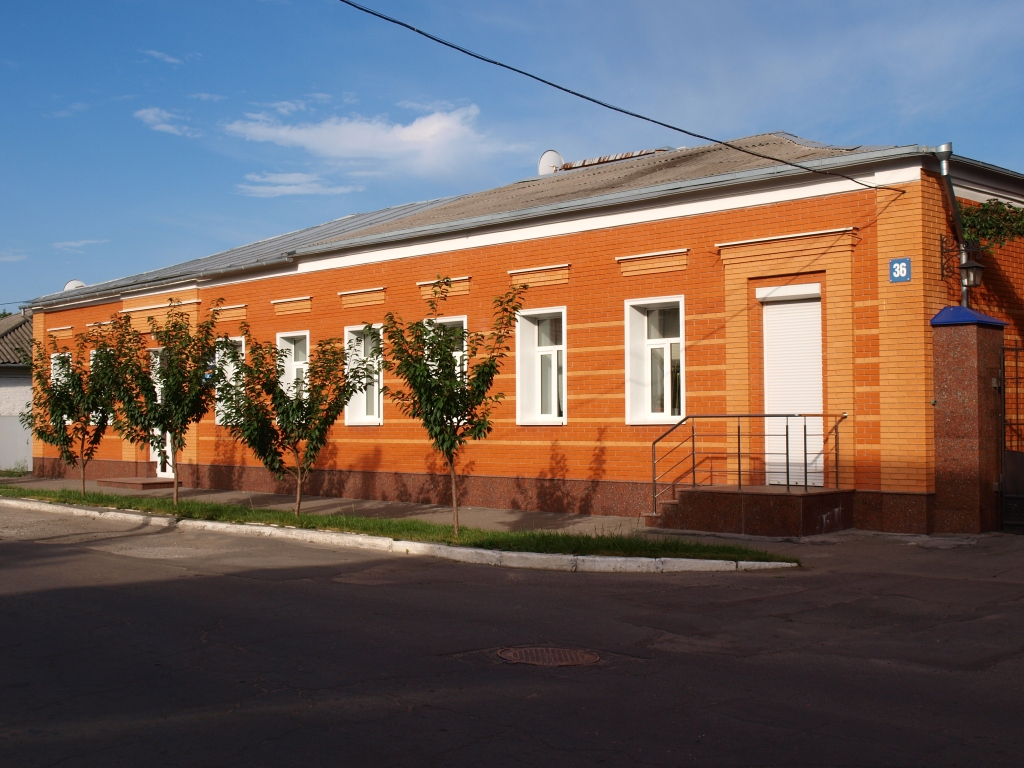
Раїси Кириченко, 36
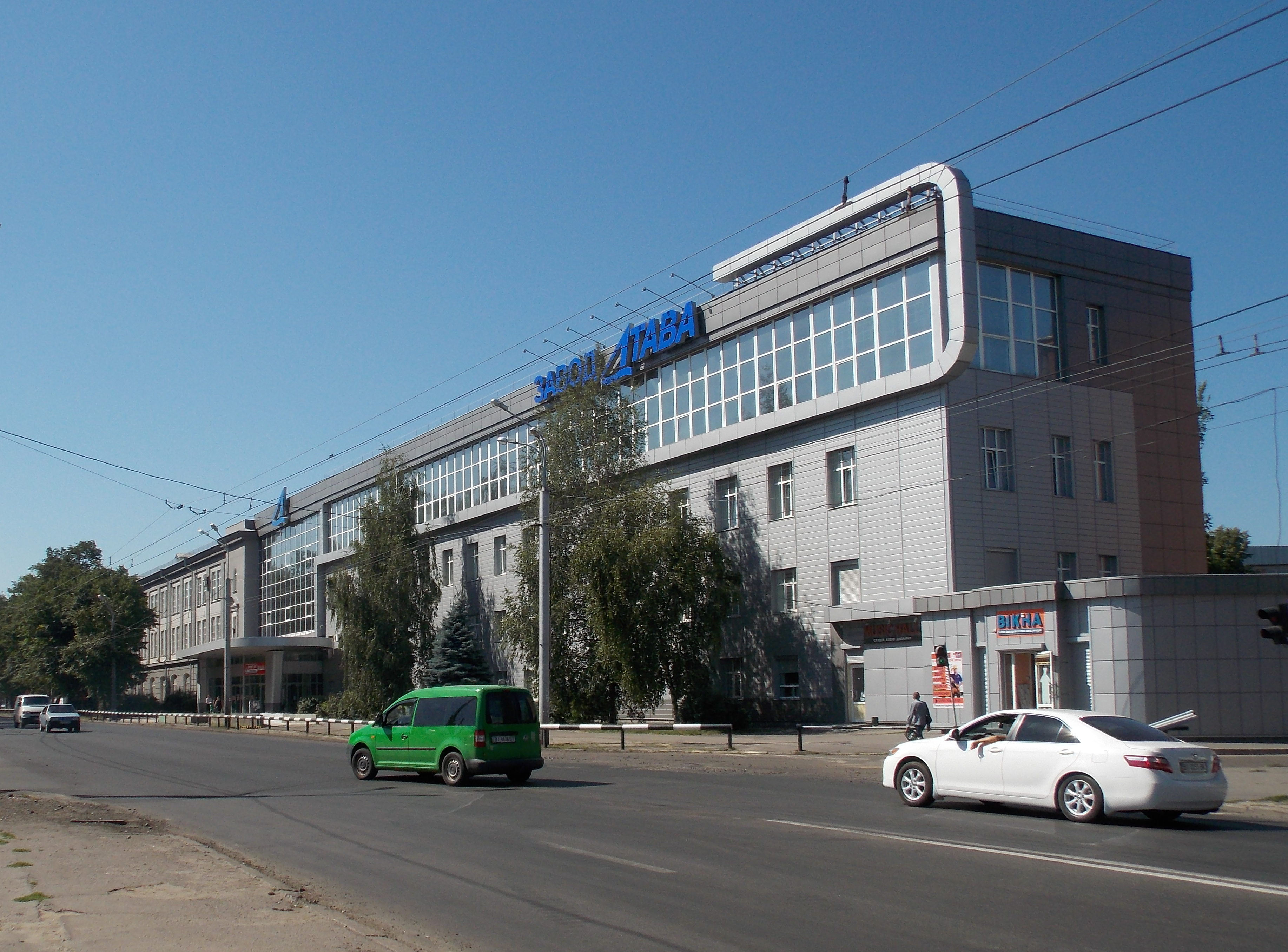
Раїси Кириченко, 72
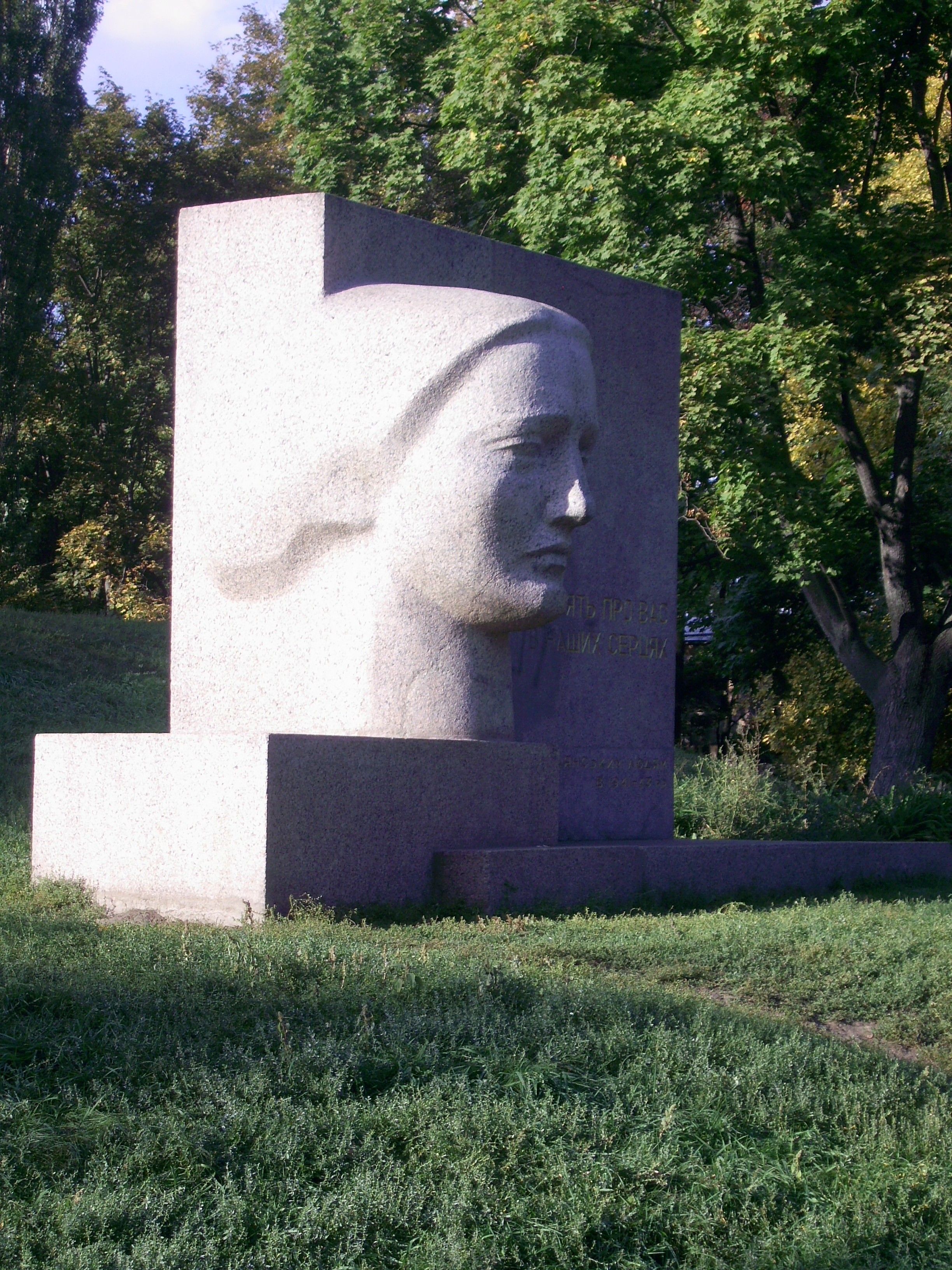
Пам'ятник Скорботній Матері в однойменному парку
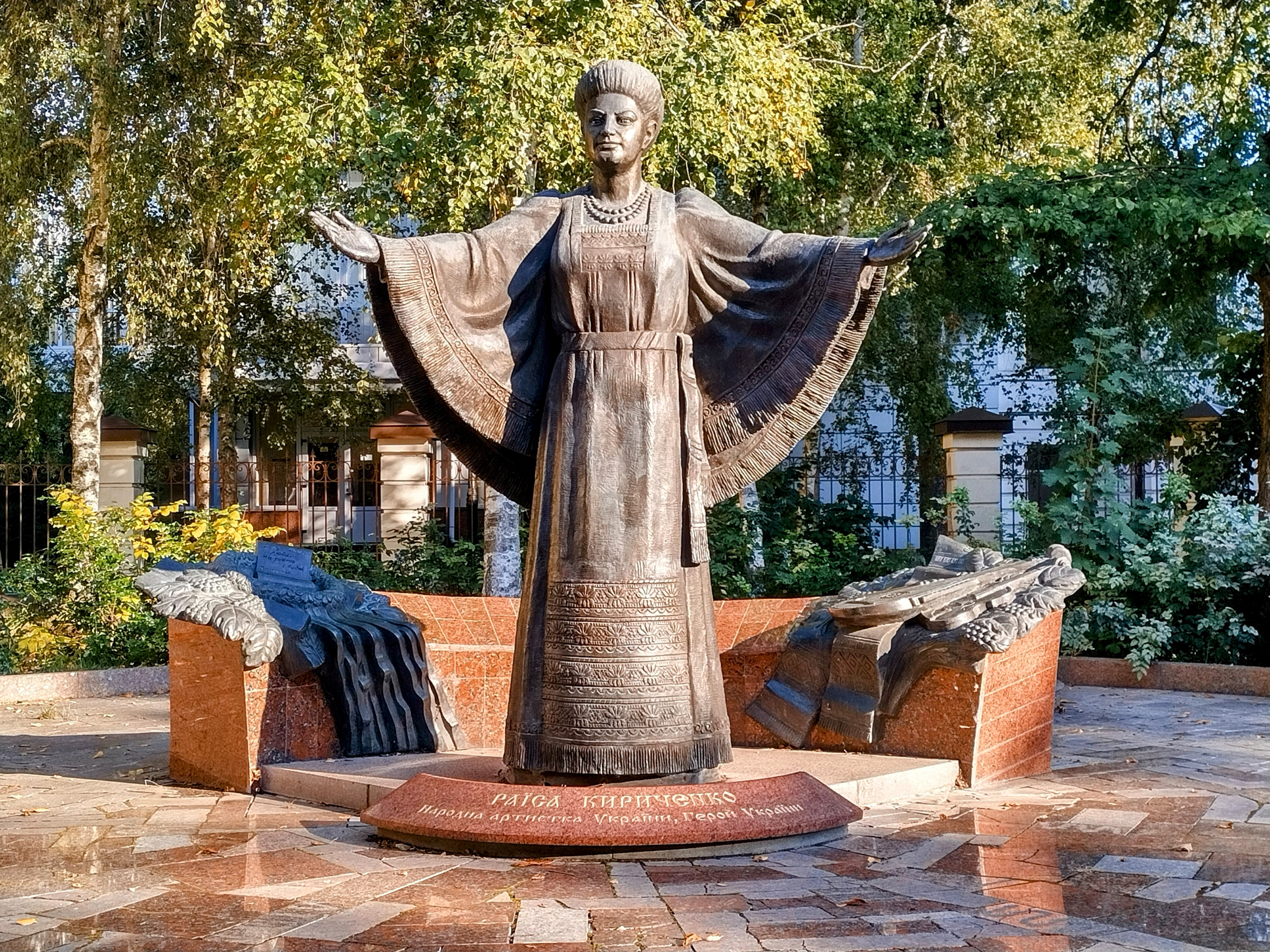
Пам'ятник Раїсі Кириченко